# ایر کریو

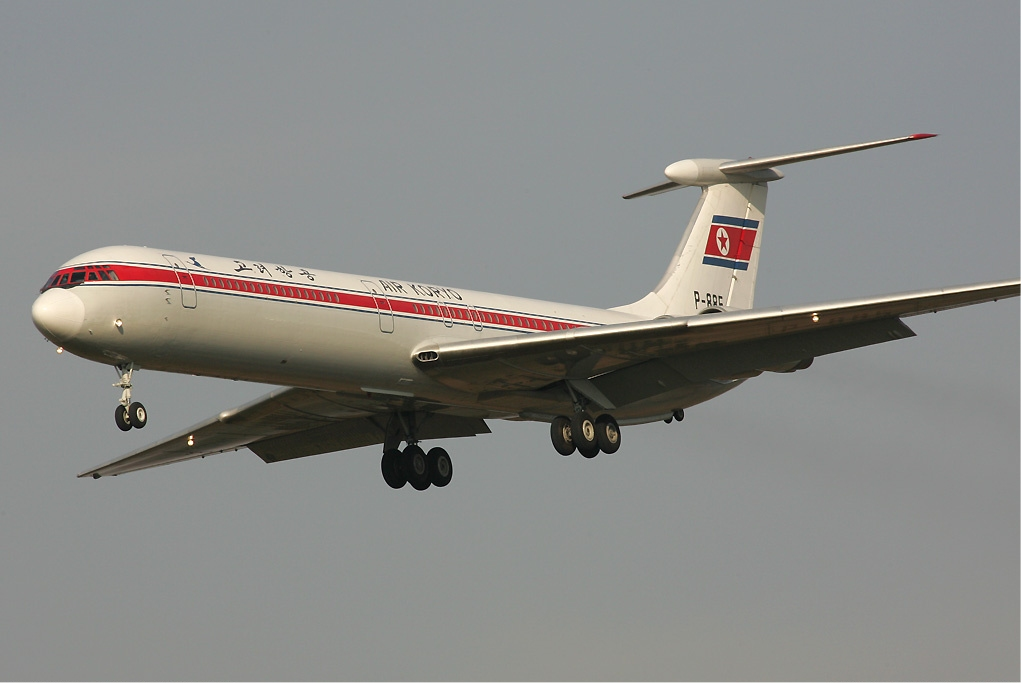
هواپیمای ایلیوشین ایل-۶۲ متعلق به ایر کریو

ایر کریو (به انگلیسی: Air Koryo) شرکت هواپیمایی حامل پرچم کره شمالی است، که در سال ۱۹۵۴ تأسیس شد و در حال حاضر روزانه به ۲۳ مقصد پروازهای مستقیم دارد.
دفتر مرکزی شرکت ایر کریو در شهر پیونگ‌یانگ، کره شمالی قرار دارد و فرودگاه بین‌المللی سونان، قطب این شرکت هواپیمایی به‌شمار می‌آید. این شرکت در حال حاضر در ناوگان هوایی خود، دارای ۹ فروند هواپیمای مسافربری می‌باشد.
این شرکت در خلال سال‌های اخیر، همواره به عنوان بدترین ایرلاین جهان شناخته شده‌است و تنها ۲ فروند از هواپیماهای این شرکت، مجوز پرواز بر فراز قاره اروپا را دارا هستند.

## ناوگان
| نوع             | تعداد |
| --------------- | ----- |
| آنتونوف-۱۴۸     | ۲     |
| ایلیوشین ایل-۶۲ | ۲     |
| ایلیوشین ایل-۷۶ | ۱     |
| توپولف-۱۳۴      | ۱     |
| توپولف-۱۵۴      | ۱     |
| توپولف-۲۰۴      | ۲     |